# Echinorhynchus strigis
Echinorhynchus strigis är en hakmaskart som beskrevs av Gmelin 1782. Echinorhynchus strigis ingår i släktet Echinorhynchus och familjen Echinorhynchidae. Inga underarter finns listade i Catalogue of Life.